# Zaidín (Granada)
Zaidín –también llamado El Zaidín o Zaidín-Vergeles– es un barrio y distrito situado al sur de la ciudad española de Granada. Es el barrio, que no el distrito, más populoso de la ciudad.
Limita al noreste con el barrio de Cervantes, al sureste con Castaño-Mirasierra, al noroeste con el barrio Fígares (distrito Ronda), al suroeste con el término municipal de Armilla junto a  su pedanía; Santa Juliana y al sur con el de La Zubia.
Está conformado por las barriadas de Casillas Bajas, Santa Adela, Santa Rosalía, Madrigales, La Cruzada, Los Vergeles, Comandante Valdés, Ciudad Jardín, Las Torres y las recientes zonas de Palacio de Deportes y Campus de la Salud.
El Zaidín es histórica y etimológicamente el territorio comprendido entre los ríos Genil y Monachil; por tanto, en este sentido, pueden considerarse incluidos en la denominación Zaidín zonas que administrativamente pertenecen a los distritos colindantes, como es el caso de Colonia Divina Infantita, Colonia San Sebastián, Cruz de Lagos y Parque de las Infantas.
El 27 de febrero de 1994 se hermanó con Zaidín, un municipio de la provincia de Huesca.

## Historia
Entre los ríos Genil y Monachil se enclava el pago del Zaidín, respondiendo al término árabe Saedin («brazo de agua» o «tierra entre ríos»). Recientes hallazgos arqueológicos en la zona de Vergeles desvelaron restos de villas romanas del siglo I.
Antes de la construcción del barrio y la expansión de la ciudad, la zona era terreno para cultivo de la cercana población de Armilla. Había grandes huertos, vaquerías y cortijos entre los que destacaba la Azucarera de Santa Juliana (actualmente FERMASA, Feria de Muestras de Armilla) lugar muy importante en la economía de la ciudad hasta su cierre en 1932.  
Para contemplar el nacimiento del distrito hay que situarse una década después de la guerra civil española. Granada necesitaba alojar dignamente a una parte numerosa de la población asentada en infraviviendas de tipo casa-cueva a lo largo del Sacromonte, cuevas de San Miguel Alto (Albayzín), Barranco del Abogado y otras partes de la provincia. Dichas zonas de extrema pobreza e insalubridad fueron castigadas por grandes ríadas y desplazamientos de tierra a raíz de las fuertes lluvias de finales de la década de los 40 y principios de los 50. 
Las primeras viviendas, promociones destinadas a una población humilde, se edificaron a partir de 1953 siguiendo el Plan Nacional de Vivienda sobre barriadas sociales. La colocación de la primera piedra tuvo lugar el 2 de marzo, a más de tres kilómetros del centro de la ciudad, en el Pago Seco el suelo donde más barato salía construir en Granada debido a que el terreno no era de regadío. El Patronato Benéfico de Santa Adela se encargó de la construcción de la primera fase de 322 viviendas llamada Casillas de Santa Adela o Barriada del Generalísimo, construida alrededor de la plaza del Generalísimo, más tarde renombrada como plaza de Las Palomas. Un año más tarde, se construye la segunda fase de la Barriada del Generalísimo, con 400 viviendas. Esta zona se dá a conocer popularmente como las Casillas Bajas, siendo este su nombre actual. La barriada se constituyó en un principio como viviendas sociales tuteladas por el Patronato de Santa Adela, de un solo piso, salvo las esquinadas que podían alcanzar dos pisos. La mayoría de su población fueron las familias de dichas zonas dónde ellos mismos fueron los obreros que trabajaron en su construcción y a los que se les entregó el suelo y la casa en propiedad mediante amortizaciones y cuotas de pagos al Patronato de 40 a 50 años, en algunos casos también se exigió la entrega de 5000 pesetas como entrada. Se recibieron 4000 solicitudes para 322 viviendas. La barriada se construyó con pequeñas viviendas de 49 m² con corral, sus calles simplemente se nombraron con letras desde la A hasta la Z recorriendo las dos fases. A principios de los años 70 se cambiaron los nombres de todas las calles y aprovechando las letras se escogieron nombres de países que comenzaran por la letra que daba nombre a la calle. Con posterioridad, los propios vecinos construyeron ilegalmente ampliando las viviendas hasta cuatro plantas, además de crear cocheras y cuadras ilegales para animales. En la actualidad, la ley obligó a reformar las construcciones a un máximo de dos plantas por vivienda para mantener su estructura estética, aunque siguen existiendo casas de un solo piso y casas de más de dos pisos. 
Tras el terremoto de Atarfe-Albolote en 1956 que afectó a gran parte de la provincia de Granada, llegando a ser desalojado el 10% de la población del Albayzín debido al derrumbe de sus casas, se construyó la barriada de Santa Adela para acoger a los damnificados de dicho seísmo. Fue levantada precariamente con materiales de baja calidad, nulo aislamiento y con problemas estructurales deribando en aluminosis. En un principio, la barriada iba a ser destinada a levantar 750 casas unifamiliares pero, tras la urgencia de alojar a los damnificados del terremoto, se acometió la construcción apresurada de 1250 viviendas. Estas viviendas estaban agrupadas en bloques de diversa altura donde también se intercalaban barracas y casas prefabricadas. En la actualidad, cuenta con 1500 viviendas y con un plan de rehabilitación gracias a la lucha vecinal que, además de las obras, busca una labor socioeducativa que reduzca los riesgos de exclusión social que existen en la zona. Debido a su construcción precaria la mayoría de viviendas y bloques presentan humedades generando graves problemas de salud, además de la deficiente envolvente térmica de los edificios que provoca pobreza energética en sus habitantes.
Mención especial merece la extinta barriada de Torre Mocha existente desde los primeros años del Zaidín, ubicada entre grandes huertos y descampados, estaba en un principio compuesta por barracones para alojar provisionalmente a su población, pero en poco tiempo se convirtió en una aglomeración de barracones y chabolas, debido al desentendimiento del Ayuntamiento. El poblado chabolista también contó con casas y negocios que fueron construidos por sus propios vecinos. Fue derrumbado en varias ocasiones; la primera a finales de los 70 sin éxito, el segundo desalojo a mediados de los 80 consiguió eliminar la mayoría de chabolas por completo reubicando a su población en distintas VPO y urbanizandose la zona con bloques de pisos que aún se conocen como "Torre Mocha". A raíz de esta situación de marginalidad en Granada se empieza a conocer popularmente al barrio como "Zaidín, ciudad sin ley ni Dios".
Más adelante, la Obra Sindical del Hogar edificó las barriadas de Comandante Valdés, Santa Rosalía y La Cruzada, compuestas por pequeñas viviendas sin equipamientos básicos. En 1957, se construye la promoción Comandante Valdés con 500 viviendas en forma de casa plurifamiliar siendo esta barriada un núcleo desestructurado y segregado debido a su ubicación en la zona de la vega, apartado tanto de la ciudad como del resto del Zaidín. En 1959 se edificó el grupo de viviendas sociales La Cruzada con 475 viviendas. En la década de los 60, además de las construcciones de obra social de viviendas de protección oficial por parte de la caja de ahorros granadina La General, diversos grupos constructores privados se aprovechan especulativamente para construir un barrio que crece desmesuradamente y sin equipamientos básicos. El desorden urbanístico se convierte en el rasgo más característico del Zaidín. Un barrio sin pavimento ni asfalto, sin medios de transporte ni vías adecuadas, sin educación pública, sin centros hospitalarios e, incluso, sin provisión de agua y luz en algunas zonas, donde se iba construyendo sin sentido ni norma alguna condenando al hacinamiento a sus vecinos.También la Colonia Divina Infantita formó parte de ese primigenio Zaidín al ser una población cercana al barrio.
En 1963 un estudio del sacerdote Rogelio Macías demostraba que en el barrio del Zaidín el número de niños sin escolarizar alcanzaba los 5.800 respecto a los 20.000 habitantes que vivían en la zona. En 1964 la Institución Juan XXIII creó dos secciones filiales de educación primaria en el Zaidín: una de niños, dependiente del Instituto Padre Suárez, y otra de niñas dependiente del Instituto Ángel Ganivet. En 1966 se crearon los mismos centros en La Chana y en 1968 en el barrio de la Cartuja.
No fue hasta 1970 cuando la educación, además de obligatoria, se consideró que no tuviera coste para el alumnado y sus familias. La desatención que ha existido sobre el barrio en temas de educación por parte de las distintas administraciones tiene como prueba el hecho de que no fue hasta 1979 cuando se erigió el primer centro público de Bachillerato, el IES Mariana Pineda, más de 25 años después de la colocación de la primera piedra.
A principios de los años 1970 surge la promoción de bloques "Los Vergeles" que más tarde daría nombre a la zona como Vergeles, la cual dividió el distrito en dos barrios hasta su unificación. La zona de Vergeles cuenta con las barriadas de Las Torres, Los Vergeles y Ciudad Jardín. Los Vergeles y Las Torres son compuestas por bloques de pisos construidos alrededor de la plaza de la Hípica. En un principio los vecinos de Vergeles no se consideraban como parte del Zaidín debido a la distancia entre una zona y otra donde no había nada urbanizado que hiciera de nexo entre ambos, solo había campo. Además de un claro rechazo de parte de los vecinos al ser el Zaidín un barrio marginal y Vergeles una zona de clase media-obrera. A principios de la década el barrio estaba sin conectar urbanizadamente con el resto de Granada siendo campo sus límites. Aprovechando esta situación a principio de los 70 se erigen las primeras casas de Ciudad Jardín en una zona dónde ya habían construido particulares su propia vivienda a fines de los 60. La barriada en un principio es pensada para edificar casas con patio y zonas verdes que hagan de nexo entre la zona de Vergeles y los bloques de Alminares y el barrio de Cervantes. Sin embargo posteriormente diversos grupos promotores construyen bloques de pisos de hasta 6 plantas cambiando la fisionomía de la barriada de espacios verdes al ladrillo y cemento. El único acceso a la ciudad era por la calle Callejón del Ángel quedando un barrio completamente incomunicado. 
Con la construcción de bloques de pisos, el barrio aumentó en población hasta convertirse en uno de los barrios más populosos de Granada, en esta época se comenzó a ver la coexistencia de chabolas con bloques de pisos lo que hizo que el Ayuntamiento invirtiera más presupuesto en desalojar los pocos asentamientos chabolistas que quedaban en el barrio. Estos desalojos a principios y hasta mediados de los 80 originaron un éxodo, promovido a conciencia por el propio Ayuntamiento de Granada, de dicha población chabolista (con alto porcentaje de población de etnia gitana) a los Polígonos de Almanjáyar y Cartuja en el recién creado Distrito Norte.  
Durante 1972 se desarrollaron una serie de reuniones clandestinas en las que un grupo de vecinos, concienciados con la problemática político-social del momento y sufridores de las condiciones del barrio que carecía de casi todo, se organizaron como asociación vecinal para reclamar al Ayuntamiento el asfaltado de las principales avenidas, la eliminación y alojo digno de los barracones, servicios sanitarios y de transporte públicos entre otras demandas. Ante esta situación los vecinos se organizan para la creación de la Asociación de Vecinos Zaidín-Vergeles (en un primer lugar llamada "Asociación de Vecinos Vergeles" hasta 1984, que adopta el nombre actual). Antes de esta asociación formal el barrio tenía una especie de asociación no oficial conocida popularmente como "Los Cabezones". Junto con las AA.VV. de La Virgencica, el Cerrillo de Maracena y el Polígono de Cartuja, es de los primeros barrios en organizarse vecinalmente. Su constitución en 1972 se debe a un grupo en el que figuraban cristianos de base y personas vinculadas al PCE (más tarde participarían otras fuerzas políticas). Demostró una notable capacidad de movilización, a partir de 1976, con la resistencia a pagar contribuciones municipales especiales (1976), la reclamación de la Plaza Fontiveros como espacio verde (1978-1979), demanda de asfaltado de las principales avenidas (1978-1980) y la demanda de nuevos centros educativos (1979-1980). Hasta el fin de la dictadura, la policía secreta estaba presente en estas reuniones pues era un barrio de fuertes convicciones antifranquistas, socialistas, comunistas y anarquistas. Los vecinos de la asociación actuaban delante de los policías para después reunirse nuevamente en secreto y valorar la situación del barrio. 
En la década de los 80 con la transición española, el barrio toma fuerza gracias al movimiento vecinal (mayoritariamente promovido por mujeres) y logra avanzar pese a los contratiempos socioculturales que afrontaba España en la época. El Zaidín es, desde su nacimiento, un barrio obrero de gente humilde y trabajadora que vivió en el periodo democrático un paulatino aumento de su extensión, incremento de la oferta educativa y un proceso que ha ido eliminando poco a poco los injustos estigmas que arrastraba. Desde sus inicios crece con la leyenda negra de su apodo otorgado por la población granadina como: "Zaidín, ciudad sin ley" lo cual repercutió en las décadas de los 50 y 60, cuando el ayuntamiento de Granada prohibió que la línea de autobuses que pasaba por el barrio parase para recoger pasajeros. Este estigma negativo perdura hasta el día de hoy pero desde finales de la década de los 90 mucho menos arraigado en la población de Granada, gracias a la integración del barrio en la sociedad granadina.
En estos años el barrio contó con tres cines muy famosos en la ciudad, los cines Central y Apolo en la Avda. Dílar y el cine de verano Cinemas Los Vergeles en la calle Palencia, además de una piscina pública, que desaparecieron a finales del siglo XX. El movimiento vecinal del barrio era muy activo organizando cines de verano, el mercadillo Marcha Verde, combates de boxeo, concursos de decoración de calles y plazas, las fiestas del barrio, el famoso carnaval del Zaidín con sus chirigotas y la promoción del flamenco (más aún cuando en el pasado se llegó a prohibir el cante contrastando con la enorme calidad de los cantaores flamencos que residían en la zona).
Otro de los aspectos más destacables del barrio radica en la capacidad de movilización del vecindario y en las actuaciones que se llevaron a cabo a fines del siglo XX. Entre las numerosas actuaciones, destaca la que se llevó a cabo en torno a la demanda de un espacio verde que culminó el 20 de noviembre de 1982 en la inauguración de la plaza Fontiveros. Ante la escasez de espacios abiertos y verdes y frente a la descontrolada urbanización de la zona, los vecinos se organizaron y decidieron delimitar la zona de la futura plaza con macetas tres años antes de su inauguración. Justo en la plaza Fontiveros hay una réplica de la Fuente de Canaletas, que fue un regalo de la ciudad de Barcelona a la ciudad de Granada en reconocimiento a todos aquellos migrantes que abandonaron la ciudad nazarí y se embarcaron rumbo a Barcelona a trabajar en la gran industria ayudando al desarrollo de la ciudad. A principios de los años 80 se procede al asfaltado de las principales calles, plazas y avenidas que conforman el barrio pero siguen existiendo puntos desatendidos dónde incluso no había suministro de luz. Algunas zonas como las Casillas Bajas, Santa Adela o Comandante Valdés quedaron sin asfaltar en su totalidad. Durante los años 1990 se consiguió el asfaltado de la mayoría de puntos del barrio y una mejor comunicación con el resto de la ciudad. A partir de este desarrollo, en los alrededores del barrio, comienzan a erigirse bloques, urbanizaciones y ciertas dotaciones de carácter lúdico y deportivo como el Complejo Deportivo Núñez Blanca. En 1984 se unifican administrativamente los dos barrios para crear el barrio del Zaidín-Vergeles en el Distrito Zaidín.    
En 2001 se puso la primera piedra del Parque Tecnológico de la Salud en los últimos terrenos agrícolas de la Vega de Granada, originalmente perteneciente al municipio de Armilla. Finalmente las instalaciones del Campus Universitario de Ciencias de la Salud y el Hospital Clínico de San Cecilio entraron en funcionamiento en el año 2016. 
En el siglo XXI la lucha vecinal ha conseguido que el barrio prospere pese a sus dificultades consiguiendo la puesta en marcha del Plan de Rehabilitación y Reforma de Santa Adela (Plan Especial de Reforma Interior ATM-2 de Santa Adela) aprobado en 2003 con un total de cinco fases de demoliciones, reconstrucciones, nuevas obras y dos fases de rehabilitación urbanísticas junto a programas de ámbitos sociales. El plan sería puesto en marcha al año siguiente y ya en 2005 se inició las obras derribando las famosas "Casas Rosas" con la Primera Fase de demomilición y reurbanización de nuevas viviendas y espacios verdes concluyendo en 2007 creando la zona denominada como Nuevo Zaidín. La Segunda Fase de Santa Adela entraría en marcha en el año 2008 y finalizaría en 2011. No hay que olvidar que dicho plan se ejecutó antes y durante el estallido de la Burbuja inmobiliaria en España y la crisis de la construcción alejandose la calidad de las obras a la establecida en un principio y no ejecutándose el plan de rehabilitación. Durante la Crisis económica española (2008-2014) el barrio fue una de las zonas de la ciudad más afectada y fue el centro de operaciones de la plataforma Stop Desahucios. La Tercera Fase estaba prevista para el año 2010, debido a la crisis se paralizó el proyecto desentendiendose las autoridades competentes. Durante esos años la lucha vecinal ha sido imparable y no fue hasta 2017 que se retomó la actuación urbanística pero con numerosos parones del proyecto y retrasos en las obras. Actualmente el barrio está en el desarrollo de la Tercera Fase que se encuentra paralizada por desacuerdos administrativos de los diferentes órganos ejecutores. 
El barrio avanzó gracias a la organización vecinal apostando siempre por la educación, así sucedió con la movilización contra el cierre de la Biblioteca Pública del Zaidín (ubicada en la plaza de Las Palomas), la cual fue cerrada en numerosas ocasiones desde los años 80 hasta su último cierre en 2014. Fue reabierta por última vez en 2016 y ha sido fundamental en el trabajo social en una de las zonas más empobrecidas de la ciudad. El 22 de febrero del 2022 se rebautizó para homenajear a la escritora Almudena Grandes. Dicha lucha también consiguió la apertura en el año 2011 de la Biblioteca Pública Municipal “Francisco Ayala” en la plaza de la Hípica. 

### Actualmente

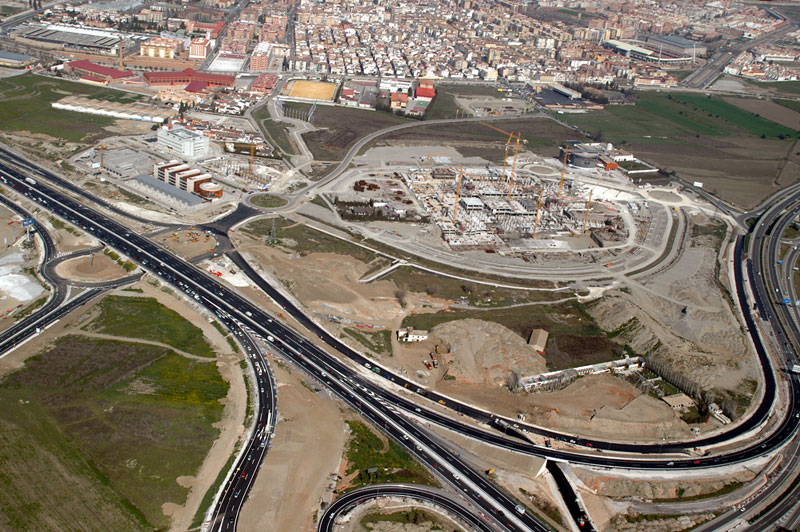
El Campus de la Salud, con el barrio del Zaidín al fondo, y el nudo de la A-44 con la A-395

El distrito es sede de centros científicos de primer nivel como el Instituto de Astrofísica de Andalucía y la Estación Experimental del Zaidín, ambos dependientes del Consejo Superior de Investigaciones Científicas (CSIC). 
A fines del siglo XX el Zaidín deja atrás su pasado de barrio obrero-marginal y acoge la construcción de numerosos edificios emblemáticos como el Estadio Nuevo Los Cármenes en el año 1995 (sede del Granada CF), el Palacio de los Deportes (sede del CB Granada) y el Campus de la Salud de Granada, ubicado en los últimos metros de Vega disponibles en la ciudad.
El paro es la principal debilidad del distrito, afectado también por la precariedad laboral, salarial y la economía sumergida. Como amenaza destaca el riesgo de pobreza, el envejecimiento de la población, la falta de participación y cohesión social en general así como una desmotivación social. Existe una importante tasa de paro de larga duración en los jóvenes y de fracaso escolar creciente, factor clave para el riesgo de exclusión social. Faltan programas de empleo en mayores de 45 años, el pequeño comercio está amenazado y en crisis además hay una falta de inversión pública especialmente en Santa Adela y la zona de las Casillas Bajas. Es un barrio donde se ejercen políticas sociales y de empleo poco efectivas que se suman al problema con el pequeño comercio al estar al lado del centro comercial Nevada Shopping y los problemas de gentrificación que sufre el distrito gracias a la zona del Campus de la Salud y Parque Tecnológico de la Salud (PTS). Lo más destacable del distrito es el trabajo de colectivos y asociaciones, la diversidad cultural, la ayuda vecinal, la importancia de la "Mesa de Santa Adela" y el gran peso demográfico del barrio. Por su gran tamaño y carácter humilde hasta hace pocos años era un lugar donde poder encontrar alquileres asequibles, pero debido a su ubicación, cercano al centro de la ciudad y una nueva zona muy revalorizada como el Campus de la Salud, el barrio está en pleno proceso de gentrificación.
El ritmo de edificación especulativa es netamente superior al de resolución de carencias estructurales; por tanto "vivir en el Zaidín cada vez es más difícil y más caro en la nueva zona". La zona del PTS o Zaidín-Campus muchas veces es excluida por el resto de vecinos, esta zona incluso tiene su propia asociación de vecinos aparte, la Asociación de Vecinos Zaidín-Campus, y se caracteriza por grandes urbanizaciones para una clase media-alta, espacios verdes, buenas comunicaciones con la línea de autobuses y el Metro de Granada. Destacan el campus universitario, el hospital universitario de San Cecilio y varios centros de investigaciones. Parte de esta zona está en terreno de Armilla. 
La zona de Los Vergeles se caracteriza por grandes bloques de pisos y sus calles son una de los mayores puntos para el desarrollo del pequeño comercio de la ciudad donde destaca Merca80, el único mercado público tradicional de la ciudad. Las principales arterias de la zona es la Avda. América, la Avda. Barcelona, Avda. Don Bosco, la calle Palencia, la calle Primavera y las plazas de la Hípica y Fontiveros. La plaza Fontiveros está ubicada en la zona de Ciudad Jardín la cual separa el distrito del centro de la ciudad colindando con Alminares y Cervantes. 
Respecto al Zaidín original, donde reside la mayoría de la población, la vida se desarrolla entre la Avda. de Dílar, la Avda. de Cádiz y la calle Pintor Maldonado y las distintas plazas y plazoletas como la plaza Sol y Luna, Las Columnas o Las Palomas destacando que es un barrio con una vida propia y un pequeño comercio bastante fuerte pero mermado estos últimos años. Actualmente cuenta con varias barriadas degradadas y en riesgo de exclusión social como Santa Adela, La Cruzada, Santa Rosalía, Casillas Bajas y Comandante Valdés. Estas dos últimas cuentan con un plan de rehabilitación no aprobado, en cambio, el Plan de Rehabilitación de Santa Adela, una iniciativa sin precedentes en España impulsada por la Asociación de Vecinos Zaidín-Vergeles y ejecutada por el Ayuntamiento de Granada y la Junta de Andalucía, supone un importante reto pues consiste en la demolición y reconstrucción de numerosas viviendas degradadas en una de las zonas más deprimidas de la ciudad conjuntamente con programas socioeducativos que reduzcan la exclusión social de la zona. Actualmente y desde hace décadas Santa Adela es, junto al Distrito Norte, la única Zona Desfavorecida de Granada capital para la Junta de Andalucía. 
Los jóvenes pueden encontrar varios pasatiempos como el deporte al contar con varios equipos federados en distintas disciplinas, destacando en el fútbol el C.D. Zaidín. La escasa inversión en los jóvenes se puede ver en que no hay ningún centro juvenil en el barrio más populoso de la ciudad en contraste con los tres centros de mayores que existen en la zona. 
Es destacable el creciente aumento de población inmigrante, muestra del histórico carácter multicultural de la ciudad de Granada. El Zaidín es posiblemente el barrio más multicultural de Granada debido a que es el barrio donde residen más inmigrantes. Al ser un barrio multicultural conviven todo tipo de comunidades como latinos, africanos, pueblo gitano, pueblos de Europa del Este y asiáticos siendo el barrio de Granada donde más inmigrantes residen y el segundo, por detrás del Distrito Norte, en población de etnia gitana.

## Festival Rock Zaidín

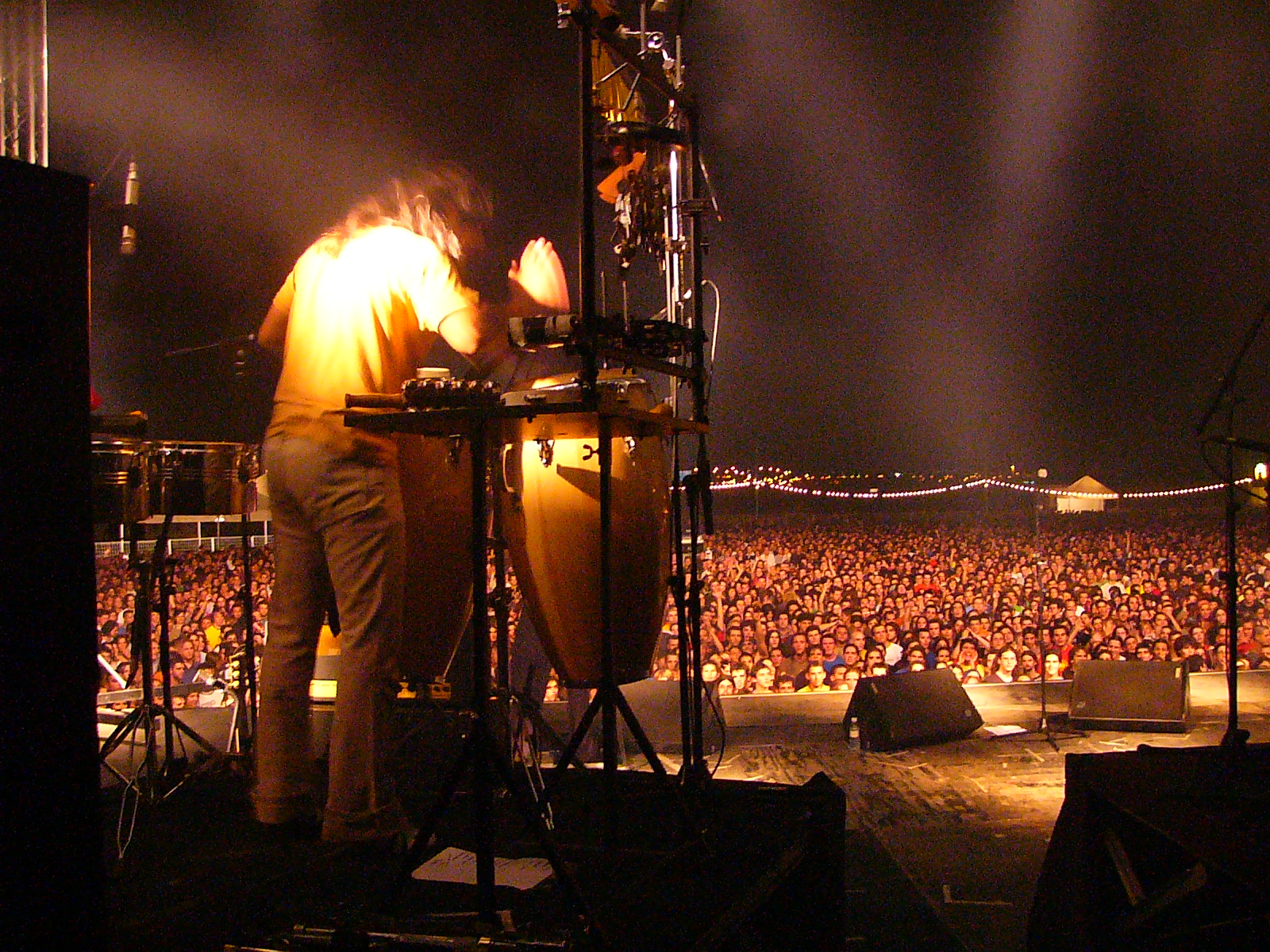
Festival Rock Zaidín 2004

El Festival de Rock del Zaidín o Zaidín Rock, se celebra al aire libre en distintas plazas y calles del barrio y marca el final del verano y la acogida de la población universitaria por la ciudad. Fue creado en 1983 por la Asociación de Vecinos Zaidín-Vergeles y es organizado desde entonces por sus socios de forma no retribuida. Su carácter abierto a todos los públicos y gratuito anima a la congregación de multitudes año tras año. Sobre su escenario han actuado, además de grupos internacionales, numerosas figuras de la música contemporánea española y ha llegado a convertirse en uno de los más veteranos festivales de Europa.

## Marcha Verde Zaidín
Las famosas "Marchas Verdes" o mercadillos tuvieron lugar en el Zaidín hacia el año 1975, aunque ya se hacían en la zona de la Avda. Cádiz de manera ilegal desde los años 50 alcanzando gran fama en toda la ciudad. Su primera ubicación oficial fue en la zona circundante de la calle Primavera que fue un poco antes una zona dominada por las construcciones de barracas. Luego se traspasó al entorno entre la calle Félix Rodríguez de la Fuente y Beethoven, con el desarrollo urbanístico de la zona se trasladó momentáneamente a Los Salesianos. En 2004, por falta de espacio, se localizó en el bulevar de Torre de Comares junto al estadio de fútbol Nuevo Los Cármenes y el Palacio de Deportes. En 2009 se trasladó debido a las obras del metro al bulevar de Torre de la Polvora (fuera del distrito). En 2023 se cambió la ubicación a la calle Baden Powell tras casi 15 años fuera del distrito. Ha sido uno de los puntos vitales del comercio local en toda la ciudad, atrayendo personas de todas partes de Granada los sábados por la mañana. En la actualidad el número de puestos alcanza hasta los 200. 

## Lugares de interés
- Palacio Municipal de Deportes de Granada. Paseo del Emperador Carlos V, 1.
- Nuevo Estadio de Los Cármenes. Calle Pintor Manuel Maldonado, s/n.
- Instituto de Astrofísica de Andalucía. Glorieta de la Astronomía, s/n.
- Estación experimental del Zaidín. Calle Prof. Albareda, 1.
- Parque Tecnológico de la Salud (Granada). Av. del Conocimiento.
- Hospital Universitario Clínico San Cecilio. Av. de la Investigación, s/n.
- Facultad de Medicina. Av. de la Investigación, 11.
- Facultad de Ciencias de la Salud. Av. de la Ilustración, 60.
- Instituto de Parasitología y Biomedicina López Neyra - CSIC. Avda. del Conocimiento 17.
- Centro de Investigación Biomédica de la Universidad de Granada. Av. del Conocimiento, s/n.
- Complejo Deportivo Núñez Blanca. Torre Pedro de Morales, s/n.
- FAF Federación Andaluza de Fútbol - Campo Miguel Prieto García. Camino de Sta. Juliana, S/N.
- Museo Memoria de Andalucía. Av. de la Ciencia,
- Biblioteca Pública Municipal Francisco Ayala. Plaza de la Hípica.
- Biblioteca Pública Municipal del Zaidín "Almudena Grandes". Plaza de las Palomas, 45.
- Parque Periodista Tico Medina.
- Glorieta de la Aviación Española (también conocida como "Rotonda del Helicóptero"), construida en celebración del centenario de la aviación militar española.
- Centro de Salud Zaidín Este. Av. de América, 14.
- Centro de Salud Zaidín Sur. Calle Poeta Gracián, 7.
- Parroquia del Corpus Christi. Calle Garellano, n.º 3. Sede canónica de la Venerable Hermandad de caridad del Santísimo Cristo del Trabajo y Nuestra Señora de la Luz.
- Asilo de Ancianos de las Hermanitas de los Pobres. Calle Félix Rodríguez de la Fuente, 8.
- Parroquia de María Auxiliadora (Salesianos). Calle Félix Rodríguez de la Fuente, 2. Sede canónica de la Real Cofradía de penitencia y Hermandad Salesiana del Santísimo Cristo de la Redención y Nuestra Señora de la Salud.
- Parroquia de Nuestra Señora de los Dolores. Carretera de Armilla, 7B. Sede Canónica de la Venerable Hermandad de penitencia del Santísimo Cristo de la Lanzada y María Santísima de la Caridad.
- Parroquia del Santo Ángel Custodio. Calle Palencia, 30.
- Parroquia de San Miguel Arcángel. Calle Primavera, 27. Sede canónica de la Venerable Hermandad de Nuestro Señor de la Resurrección y Santa María del Triunfo.
- Colegio Salesianos San Juan Bosco. Calle Almuñécar, 9.